# Manuel Portolés Sanz
Manuel Portolés Sanz (Chelva, 30 de diciembre de 1956) es un Facultativo Especialista de la Unidad de Biología y Patología Celular del Centro de Investigación del Hospital Universitario y Politécnico de La Fe de Valencia y director de la Real Sociedad Económica Valenciana de Amigos del País (RESEAPV).

## Reseña biográfica

### Formación
Doctor en Biología por la Universidad de Valencia tras el reconocimiento de su tesis doctoral:  "Aportaciones al conocimiento bioquimico y nutricional de la lactancia humana: aminoacidos, carnitina, vitamina e y acidos grasos poliinsaturados", Graduado en Biología y Geología y Profesor asociado a la Facultad de medicina de la Universidad de Valencia.

### Actividad Investigadora
A lo largo de su carreara aun activa, Portolés reúne 249 publicaciones y 2.305 citaciones a sus publicaciones. siendo las más significativas las siguientes:
- Erythrocytes metabolically enhance collagen-induced platelet responsiveness via increased thromboxane production, adenosine diphosphate release, and recruitment[6] (204 citas)
- The microwave syndrome: A preliminary study in Spain, and recruitment[7] (88 citas)
- Empagliflozin reduces the levels of CD36 and cardiotoxic lipids while improving autophagy in the hearts of Zucker diabetic fatty rats[8] (77 citas)

### RSEAPV
Manuel Portolés ejerce el cargo de Director de la Real Sociedad Económica Valenciana de Amigos del País desde enero de 2023, anteriormente ha ejercicio otros cargos en esta organización como Vicedirector (desde 2006 a 2023)

### Fénix Troyana de Chelva
Desde 2016, ejerce el cargo de Director de la Revista cultural La Fenix Troyana de Chelva, desde donde se promueven actividades culturales en el entorno de la comarca de La Serrania de Chelva